# Archangel (film, 1990)
Pour les articles homonymes, voir Archangel.
Pour plus de détails, voir Fiche technique et Distribution.
Archangel est un film canadien en noir et blanc sorti en 1990 et réalisé par Guy Maddin.
Le film est une comédie dramatique surréaliste se déroulant après la Première Guerre mondiale, en 1919. Les nouvelles annonçant la fin de la guerre ne sont pas parvenues au port russe d'Arkhangelsk et les protagonistes continuent de se battre tandis que la guerre civile russe fait rage. Le personnage principal du film est le lieutenant canadien John Boles. Ayant perdu une jambe et une partie de la mémoire, il pleure son amour perdu, Iris. Boles est caserné dans la maison d'une famille russe et s'éprend de la belle Veronkha, ressemblant étrangement à Iris. Le mari de Veronkha, Philbin, souffre également d'amnésie et est persuadé que chaque soir est sa nuit de mariage. Boles devient de plus en plus convaincu que Veronkha est Iris. Pendant ce temps, la guerre se poursuit dans la nuit arctique et chacun agit héroïquement malgré les troubles amnésiques touchant la plupart des protagonistes.
Le film se construit autour d'une satire de la propagande des anciens films, livres et journaux de l'époque. Les Bolcheviks et les Allemands (décrits comme des Huns) sont montrés comme des sous-hommes, des sortes de gorilles s'adonnant au cannibalisme entre autres atrocités.

## Fiche technique
- Réalisation : Guy Maddin
- Scénario : John B. Harvie, Guy Maddin et George Toles
- Production : Andre Bennett, Greg Klymkiw et Tracy Traeger
- Photographie et montage : Guy Maddin
- Durée : 90 minutes (1h30)
- Pays :  Canada
- Langue : anglais
- Format : couleur - noir et blanc - Monophonique
- Date de sortie : 
  -  Singapour : 1er avril 1991 (première au Festival du film international de Singapour)

## Distribution
- Michael Gottli : Jannings
- David Falkenburg : Geza
- Michael O'Sullivan : le docteur
- Margaret Anne MacLeod : Baba
- Ari Cohen : Philbin
- Sarah Neville : Danchuk
- Kathy Marykuca : Veronkha
- Kyle McCulloch : le lieutenant John Boles
- Victor Cowie : le capitaine
- Ihor Procak : le moine
- Robert Lougheed : le Kaiser Guillaume II